# Panicum spongiosum
Panicum spongiosum är en gräsart som beskrevs av Otto Stapf. Panicum spongiosum ingår i släktet vipphirser, och familjen gräs. Inga underarter finns listade i Catalogue of Life.